# ФК Спартак 1918 (Варна)
 За оригиналния отбор със същото име вижте ПФК Спартак (Варна).  
„Спартак 1918“ е български футболен отбор от град Варна. Създаден е през 2010 година от група привърженици на ПФК Спартак (Варна). Недоволни от управлението на своя любим клуб, основан през 1918 година, те решават да създадат свой отбор. Историята на ФК „Спартак 1918“ е идентична с тази на английския ФК Юнайтед ъф Манчестър. „Спартак 1918“ участва в третото ниво на българския футбол - Североизточната В група.

## История
„Спартак 1918“ е учреден на 7 юли 2010 г., на събрание провело се в Двореца на културата и спорта във Варна. На него вземат участие над 200 привърженици на ПФК Спартак (Варна). Разочаровани от управлението на своя любим клуб, те създават нов отбор. Чрез гласуване се избира 7-членен управителен съвет, който да ръководи „Спартак 1918“. В него влизат Иван Найденов, Радостин Станев, Стефан Калименов, Бойко Каменов, Валери Симеонов, Самуил Добрев и Евгени Йосифов. Взема се решение клубът да се издържа с членски внос на привържениците, който възлиза на 120 лева годишно, както и с дарения и спонсори. Няколко дни по-късно е решен и един от най-важните въпроси - къде ще домакинства „Спартак 1918“? Представители на УС на клуба се срещат с ръководството на ПФК Спартак (Варна) и двете страни стигат до разбирателство „Спартак 1918“ да играе мачовете си на стадион „Спартак“ срещу определен наем. На 13 юли става ясно, че новият клуб ще започне участието си през сезон 2010/11 г. в Североизточната В група на мястото на ФК Тополите. В началото на 2011 г. е обявен във фалит.